# بایتیگهایم (بادن)
بایتیگهایم (به آلمانی: Bietigheim) یک شهر در آلمان است که در راشتات واقع شده‌است. بایتیگهایم ۶٬۰۱۷ نفر جمعیت دارد.

## خواهرخوانده
شهرهای Kaposszekcső و سالتارا خواهرخوانده‌های بایتیگهایم (بادن) هستند.